# Hr. Ms. Kortenaer
Hr. Ms. Kortenaer byl torpédoborec třídy Admiralen sloužící v nizozemském královském námořnictvu. Loď byla pojmenována po významném nizozemském admirálovi 17. století Egbertu Bartholomeuszoonovi Kortenaerovi. Stavět se začal 24. srpna 1925 a spuštěn na vodu byl 28. dubna 1927. Námořnictvo ho převzalo 3. září 1928.

## Služba
Většinu služby strávil v Nizozemské východní Indii. V roce 1941, na počátku války v Pacifiku, byl v Sarubaji.
- 18. února 1942 se měl účastnit bitvy v Badungském průlivu, ale při vyplutí najel na břeh a musel odplout do Sarubaji na opravu.
- 27. února 1942 se zúčastnil bitvy v Jávském moři ve které byl potopen.

Do bitvy v Jávském moři vstoupil torpédoborec Kortenaer jako součást eskadry společných spojeneckých sil (ABDA) pod velením nizozemského kontradmirála Doormana. Tato eskadra (5 křižníků a 12 torpédoborců) se utkala s japonskou eskadrou složenou z těžkých křižníků Nači a Haguro a 14 torpédoborců. Během denní fáze bitvy byl torpédoborec Kortenaer zasažen torpédem (možná vypuštěné z křižníku Haguro) a poté potopil i se 40 námořníky na palubě. Ostatních 130 mužů včetně kapitána A. Kroese zachránil torpédoborec HMS Encounter a dopravil je do Sarubaje.

## Vrak
Vrak byl nalezen 1. prosince 2002 týmem potápěčů, který pátral po HMS Exeter. 15. listopadu 2016 oznámilo nizozemské ministerstvo obrany, že nadací Karla Doormana (Karel Doorman Fonds) financovaná výprava za účelem nafilmování a vyznačení polohy vraku před 75. výročím bitvy našla pouze stopy po vraku. Většina vraku padla pravděpodobně za oběť sběračů kovů.